# Alfredo Ildefonso Schuster
Pour les articles homonymes, voir Schuster.
 (22 octobre 2017).
Alfredo Ildefonso Schuster, né à Rome le 18 janvier 1880, décédé à Venegono Inferiore le 30 août 1954, est un moine bénédictin italien, abbé de Saint-Paul-hors-les-Murs (à Rome) devenu archevêque de Milan, et cardinal de l'Église catholique romaine. Connu pour ses travaux sur la liturgie catholique, il est proclamé bienheureux par Jean-Paul II le 12 mai 1996.

## Biographie

### Formation et vie religieuse
Fils de Giovanni et Maria Anna Tutzer, le jeune Alfredo est encore jeune quand il perd son père. Il entre pour ses études chez les bénédictins de Saint-Paul-hors-les-murs ; devenu moine, il fait profession religieuse en 1900. 
Après des études supérieures de philosophie au Collège Pontifical Saint-Anselme de Rome, il est ordonné prêtre le 19 mars 1904 dans la Basilique Saint-Jean de Latran.
Par la suite il remplit les charges de procurateur général de la Congrégation bénédictine du Mont-Cassin, prieur claustral et en 1918 abbé ordinaire de Saint-Paul-hors-les-murs. 
Il joue un rôle dans les tentatives, alors limitées, de dialogue avec la communauté juive de Rome.
Il est chargé en 1928 par la congrégation des rites en tant qu'expert en histoire liturgique, d'examiner un projet de réforme supprimant l'adjectif du Oremus et pro perfidis Judaeis, auquel il est favorable, mais le projet est finalement rejeté par la Curie, et il doit se rétracter.

### Archevêque
Il est nommé archevêque de Milan le 26 juin 1929 et cardinal le 15 juillet 1929. Il gouverna son diocèse en des temps difficiles pour Milan et pour l'Italie. Il prit pour modèle son prédécesseur du XVIe siècle, Saint Charles Borromée : il se montra assidu aux visites pastorales dans son immense diocèse, et parvint à les faire cinq fois en ses vingt-cinq ans d'épiscopat. Il écrivit de nombreuses lettres au clergé et aux fidèles, donna des prescriptions minutieuses spécialement dans l'ordre de la beauté du culte divin, organisa de fréquents synodes diocésains et deux congrès eucharistiques. Par mandat du pape Pie XI, il réorganisa les séminaires milanais en particulier en construisant le Séminaire de Théologie et le Petit Séminaire (Seminario Liceale) de Venegono Inferiore, inaugurés en 1935. Il participa en 1937 aux cérémonies du centenaire de la refondation de l'abbaye de Solesmes qu'il affectionnait particulièrement. 
Dans le contexte de la mise en place des lois raciales fascistes, il prononce une homélie à la cathédrale de Milan le 13 novembre 1938 dans laquelle il condamne le racisme comme étant une « hérésie » et un « danger international (...) non moindre que le bolchévisme ».

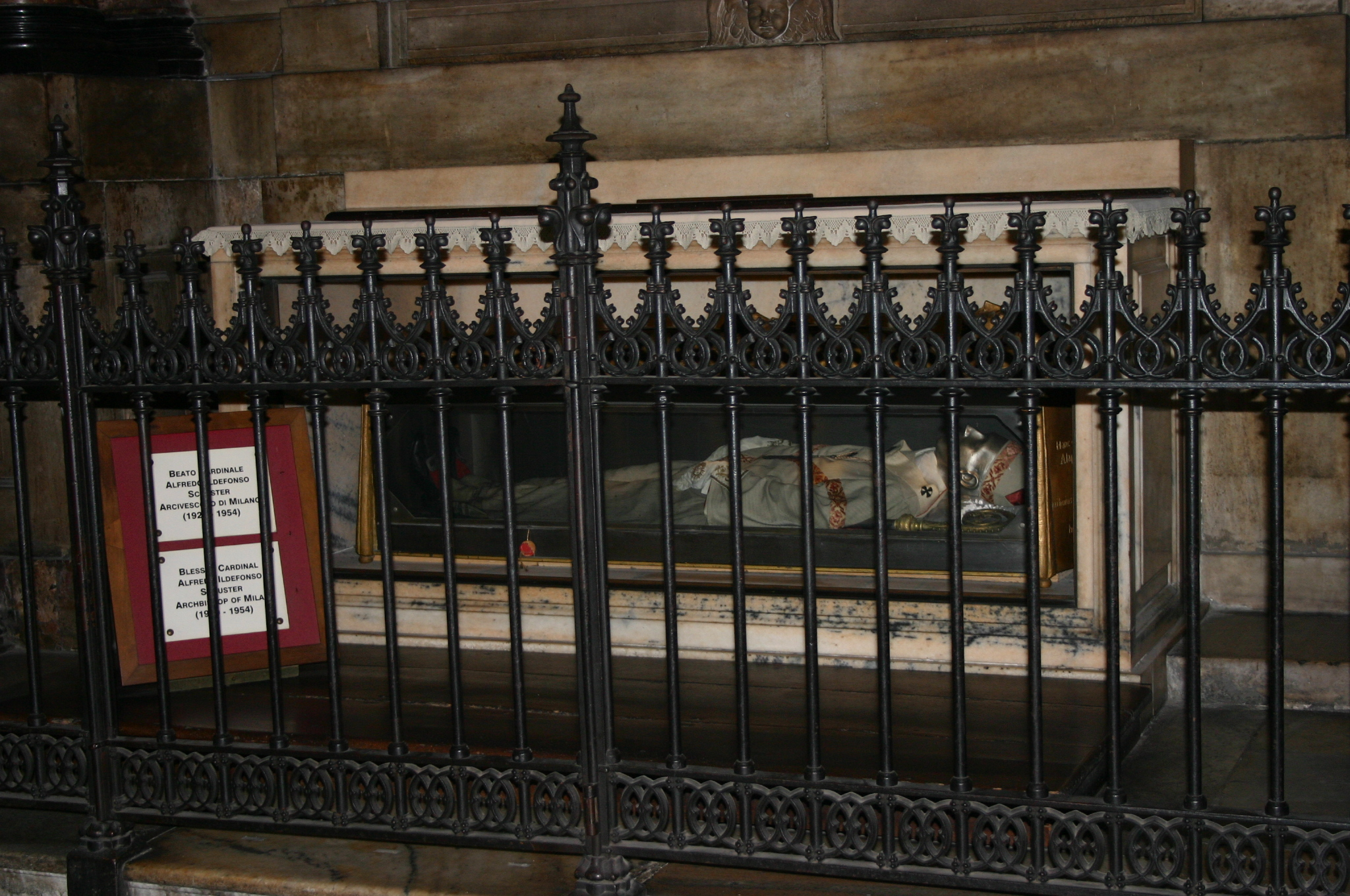
Le corps d'Alfredo Ildefonso Schuster dans la cathédrale de Milan.

Il participa au conclave de 1939, qui élit pape le cardinal Eugenio Pacelli (Pie XII). Le 25 avril 1945, à la fin de la Seconde Guerre mondiale, il tenta d'organiser la reddition de Mussolini sans effusion de sang par une rencontre entre ce dernier et les partisans dans le cadre de l'archevêché. Il proposa aussi à Mussolini de demeurer dans l'archevêché, sous sa protection, pour se rendre ensuite aux Alliés. Mais le Duce refusa, préférant tenter la fuite.
Sous le poids de l'âge et de la maladie, le cardinal Schuster se retira dans le séminaire de Venegono, où il s'éteignit le 30 août 1954 à 74 ans.

### Béatification
Il fut proclamé bienheureux par Jean-Paul II le 12 mai 1996.

## Œuvres
- Érudit, Alfred Schuster a publié les dix volumes du Liber Sacramentorum (1919-1923).
- Il a aussi créé une école de musique et des centres de culture catholique.
- Il a tenu cinq synodes diocésains, ayant un grand souci du clergé auquel il donnait l'exemple de l'harmonisation de la contemplation et de l'action pastorale.
- Toute sa vie, il a hautement recommandé la participation des laïcs à la vie paroissiale.

## Succession apostolique
Alfredo Ildefonso Schuster a ordonné les évêques suivants :
- Archevêque Arcangelo Mazzotti, O.F.M. (1931)
- Évêque Francesco Fulgenzio Lazzati (it), O.F.M. (1931)
- Archevêque Adriano Bernareggi (it) (1932)
- Archevêque Giacinto Tredici (it), O.SS.C.A. (1934)
- Évêque Rodolfo Orler (no), M.C.C.I. (1934)
- Cardinal Gustavo Testa (1934)
- Évêque Pietro Mozzanica, O.SS.C.A. (1934)
- Archevêque Enrico Montalbetti (it), O.SS.C.A. (1935)
- Archevêque Giovanni C. Luigi Marinoni, O.F.M.Cap. (1936)
- Évêque Paolo Castiglioni (de) (1937)
- Évêque Domenico Grassi (it), P.I.M.E. (1939)
- Archevêque Norberto Perini (it) (1941)
- Évêque Ildebrando Vannucci (it), O.S.B. (1943)
- Évêque Domenico Bernareggi (de) (1945)
- Archevêque Egidio Bignamini (1945)
- Évêque Giuseppe Obert, P.I.M.E. (1949)
- Évêque Giovanni Battista Cesana (it), M.C.C.I. (1951)
- Évêque Alfonso Beretta (it), P.I.M.E. (1951)
- Évêque Vitale Bonifacio Bertoli (de), O.F.M. (1951)
- Archevêque Anacleto Cazzaniga (it) (1953)
- Évêque Costantino Caminada (1953)
- Archevêque Agostino Saba (1953)